# Boultoniinae
Boultoniinae es una subfamilia de foraminíferos bentónicos de la familia Schubertellidae, de la superfamilia Fusulinoidea, del suborden Fusulinina y del orden Fusulinida. Su rango cronoestratigráfico abarca el Pérmico.

## Discusión
Clasificaciones más recientes incluyen Boultoniinae en la superfamilia Schubertelloidea, y en la subclase Fusulinana de la clase Fusulinata.

## Clasificación
Boultoniinae incluye a los siguientes géneros:
- Boultonia †
- Codonofusiella †
- Dunbarula †
- Gallowaiina †
- Lantschichites †
- Minojapanella †
- Nanlingella †
- Palaeofusulina †
- Paradoxiella †
- Paradunbarula †
- Parananlingella †
- Russiella †
- Tewoella †
- Wutuella †
- Ziguiella †

Otros géneros considerados en Boultoniinae son:
- Caniculinella †
- Dilatofusulina †
- Gallowaiinella †, aceptado como Gallowaiina
- Neimonggolina †, considerado subgénero de Minojapanella, Minojapanella (Neimonggolina), pero considerado nomen nudum
- Novonanlingella †, propuesto como nombre sustituto de Nanlingella
- Paraboultonia †, aceptado como Lantschichites
- Russiella †, considerado subgénero de Minojapanella, Minojapanella (Russiella)
- Tavajzites †, aceptado como Minojapanella